# Музей Нортона Саймона
Музей Нортона Саймона (англ. Norton Simon Museum) — художній музей у Пасадені, одному з передмість Лос-Анджелеса. Музей, заснований у 1969 році, спочатку іменувався Художній інститут Пасадена і Художній музей Пасадена.
У музеї представлена колекція живопису і скульптури американського промисловця і філантропа Нортона Саймона (1907—1993).

## Історія
Пасаденський художній музей був заснований муніципальною владою в 1969 році. Проте амбітний план виставок і спорудження нового будинку викликали значні фінансові проблеми, які поставили під загрозу подальше існування установи.
До того часу мільйонер Нортон Саймон мав не дуже велику, але одну з найцінніших у світі приватних колекцій витворів мистецтва (близько 4000 експонатів). На початку 1970-х років Саймон став підшукувати місце для експозиції. У 1974 році Пасаденський музей і Саймон уклали угоди, за якою Саймон виплачував борги музею і ставав відповідальним за музейну колекцію та будівельні проекти. В обмін музей приймав його ім'я.
У 1995 році музей почав капітальну реконструкцію. Були змінені галереї, покращено освітлення, збільшена площа для тимчасових виставок. Окремий поверх був присвячений мистецтву Азії. Сади музею були перероблені з тим, щоб розмістити колекцію скульптури XX століття. Крім цього, був прибудований новий «театр Нортона Саймона» для фільмів, лекцій, танцювальних вистав та концертів.

## Обрані твори мистецтва в музеї

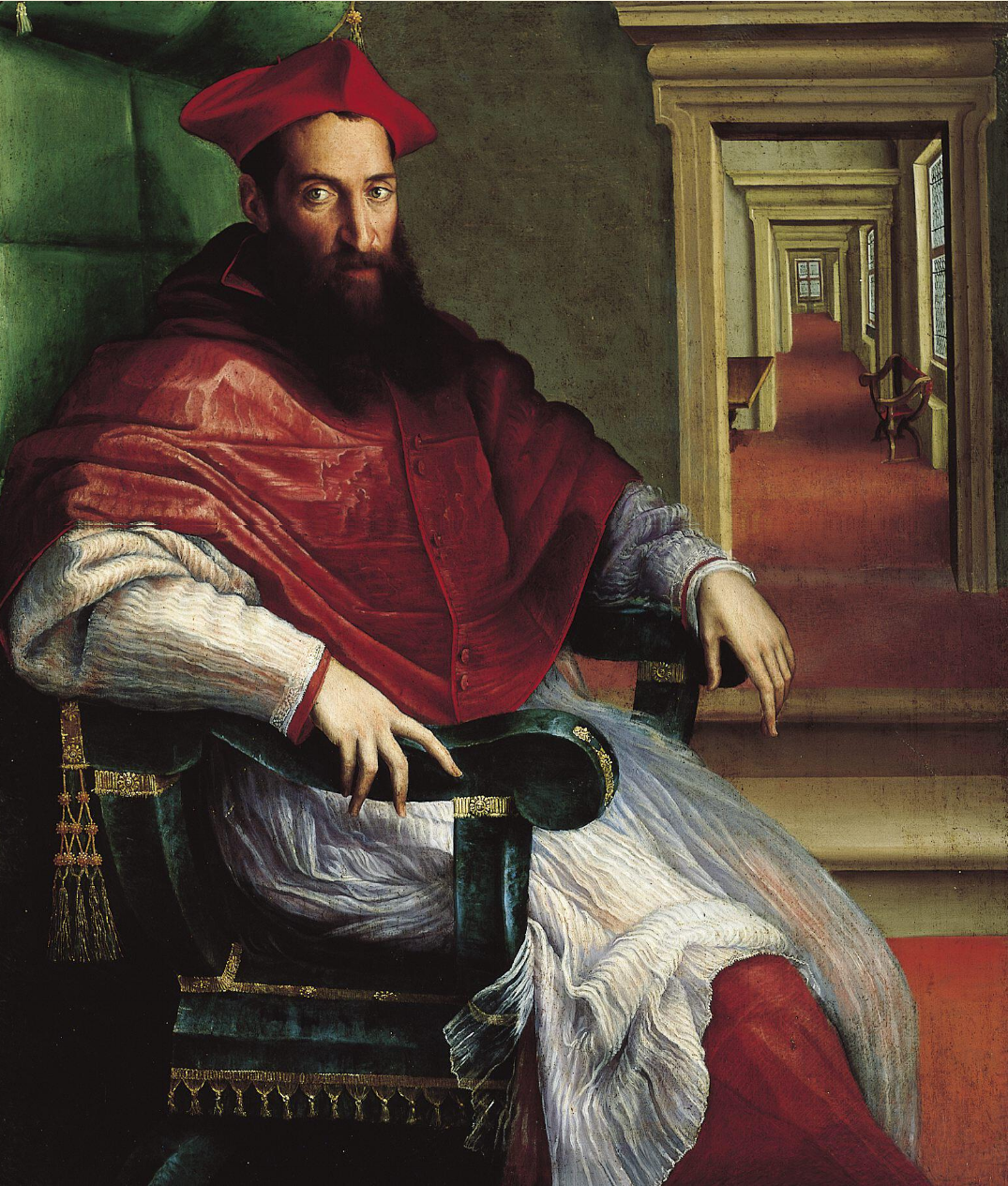
Просперо Фонтана. Портрет невідомого кардинала. Музей Нортона Саймона, Пасадена (Каліфорнія), США.

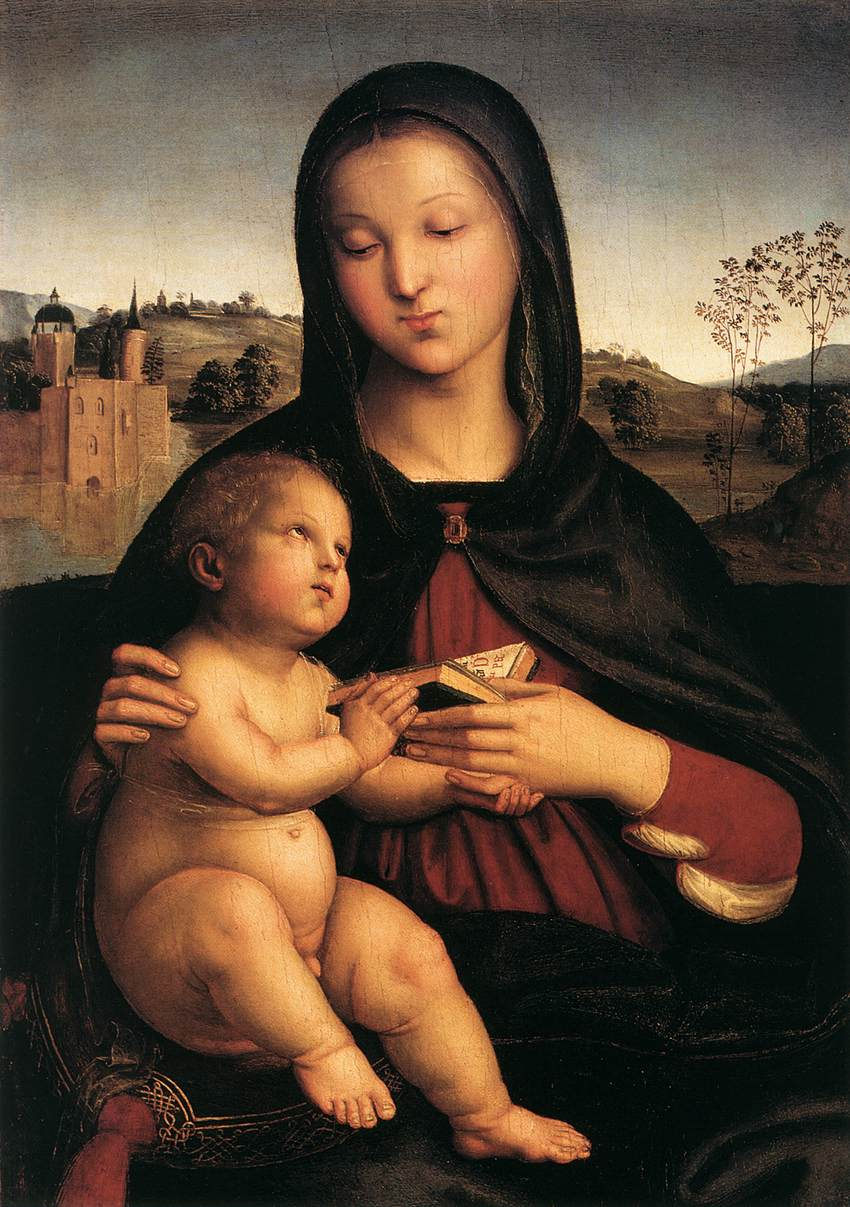
Рафаель. Мадонна Пасадена
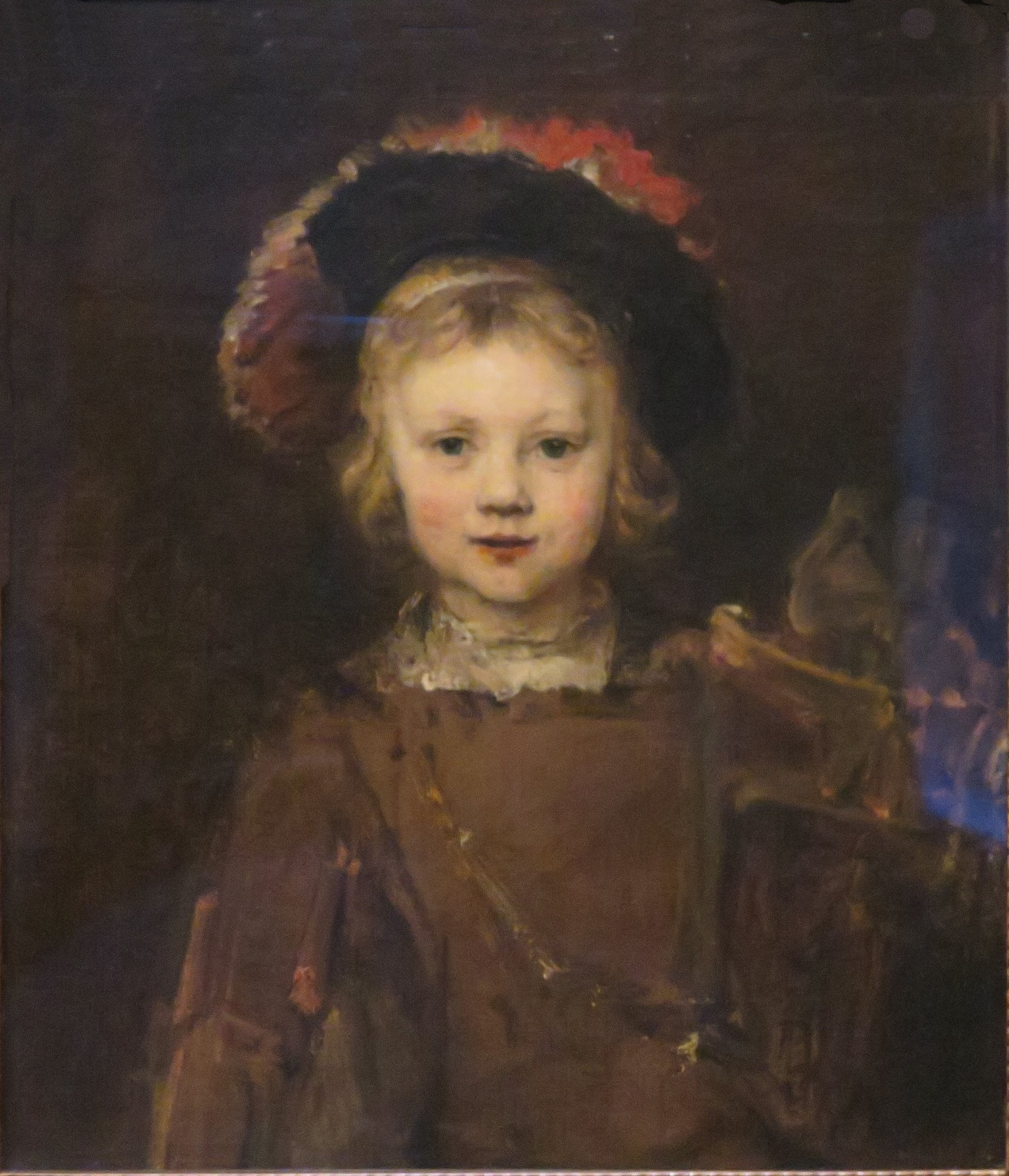
Рембрандт. Портрет сина
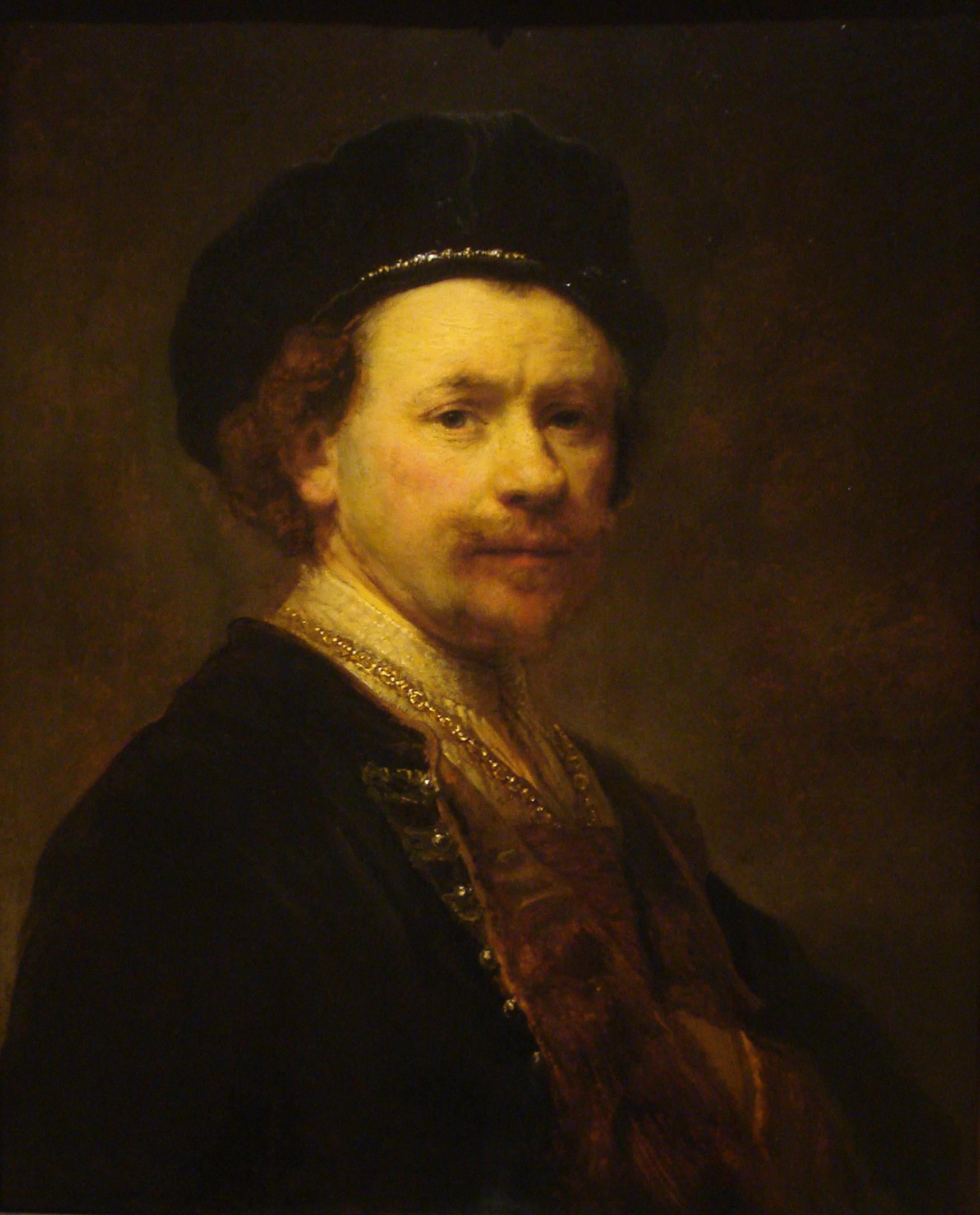
Автопортрет Рембрандта
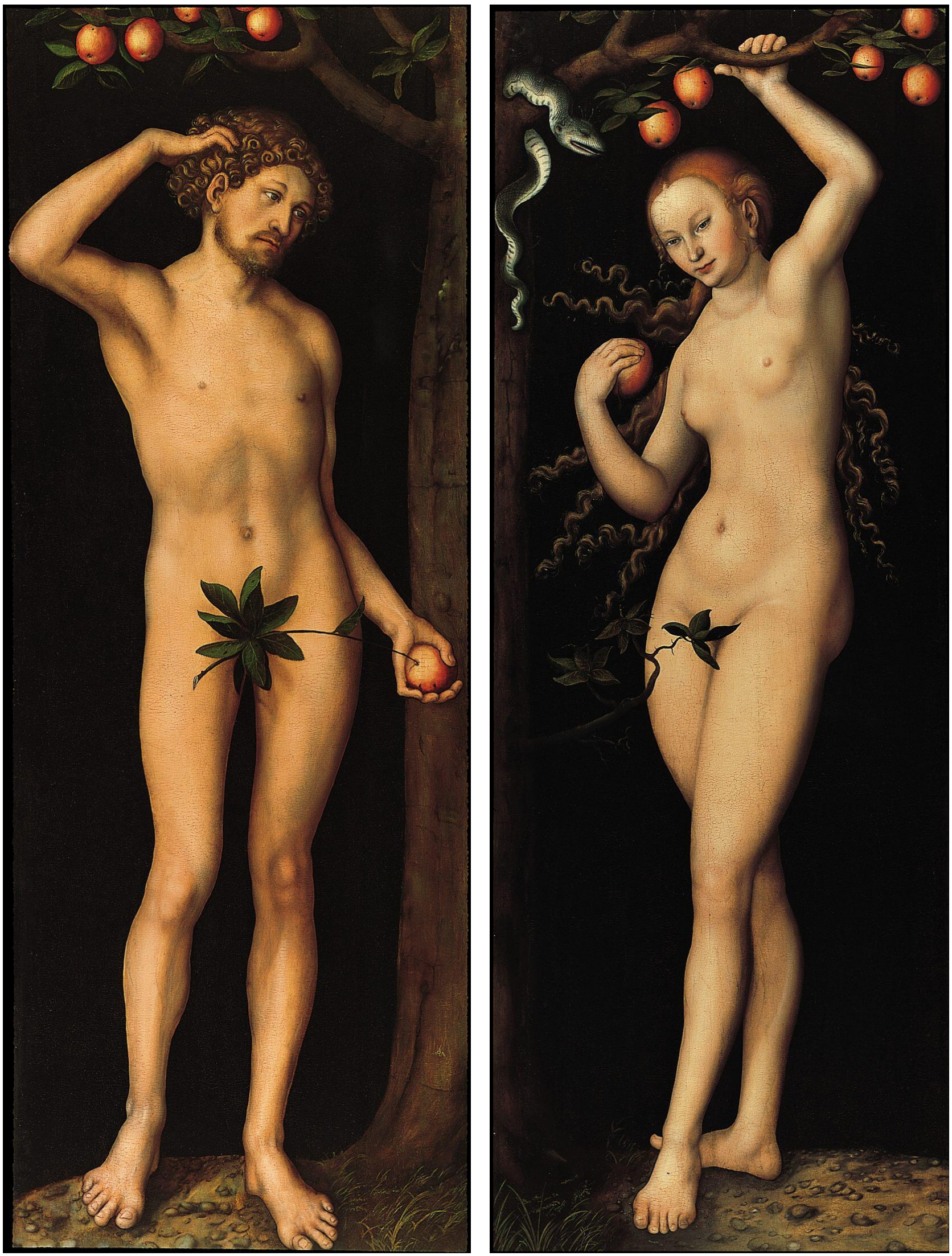
Лукас Кранах старший. «Адам і Єва»
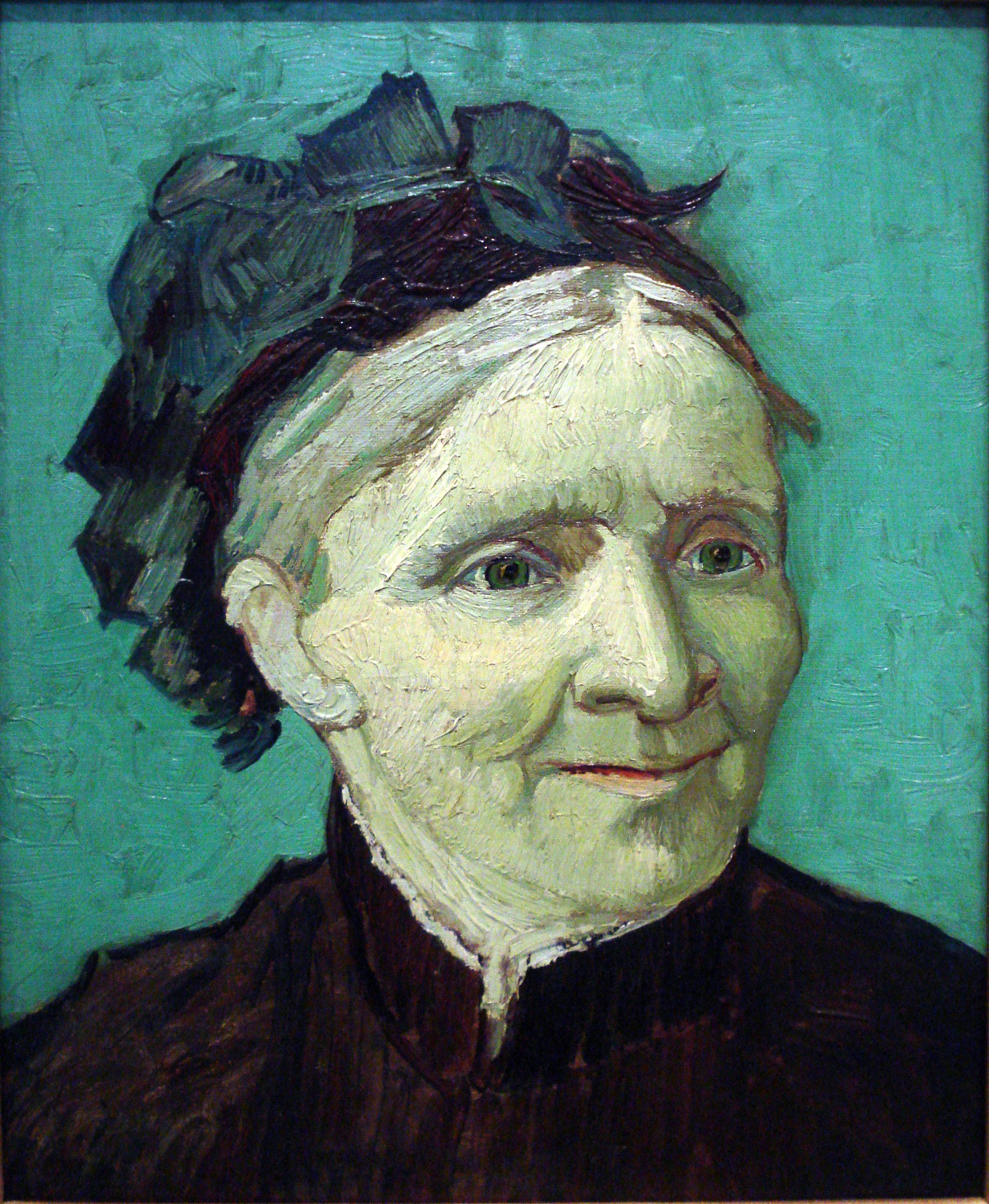
Ван Гог. Портрет матері